# Wolfgang Schindler
Wolfgang Schindler (* 6. Januar 1929 in Marbach; † 9. Dezember 1991 in Berlin) war ein deutscher Klassischer Archäologe.

## Leben und Werdegang

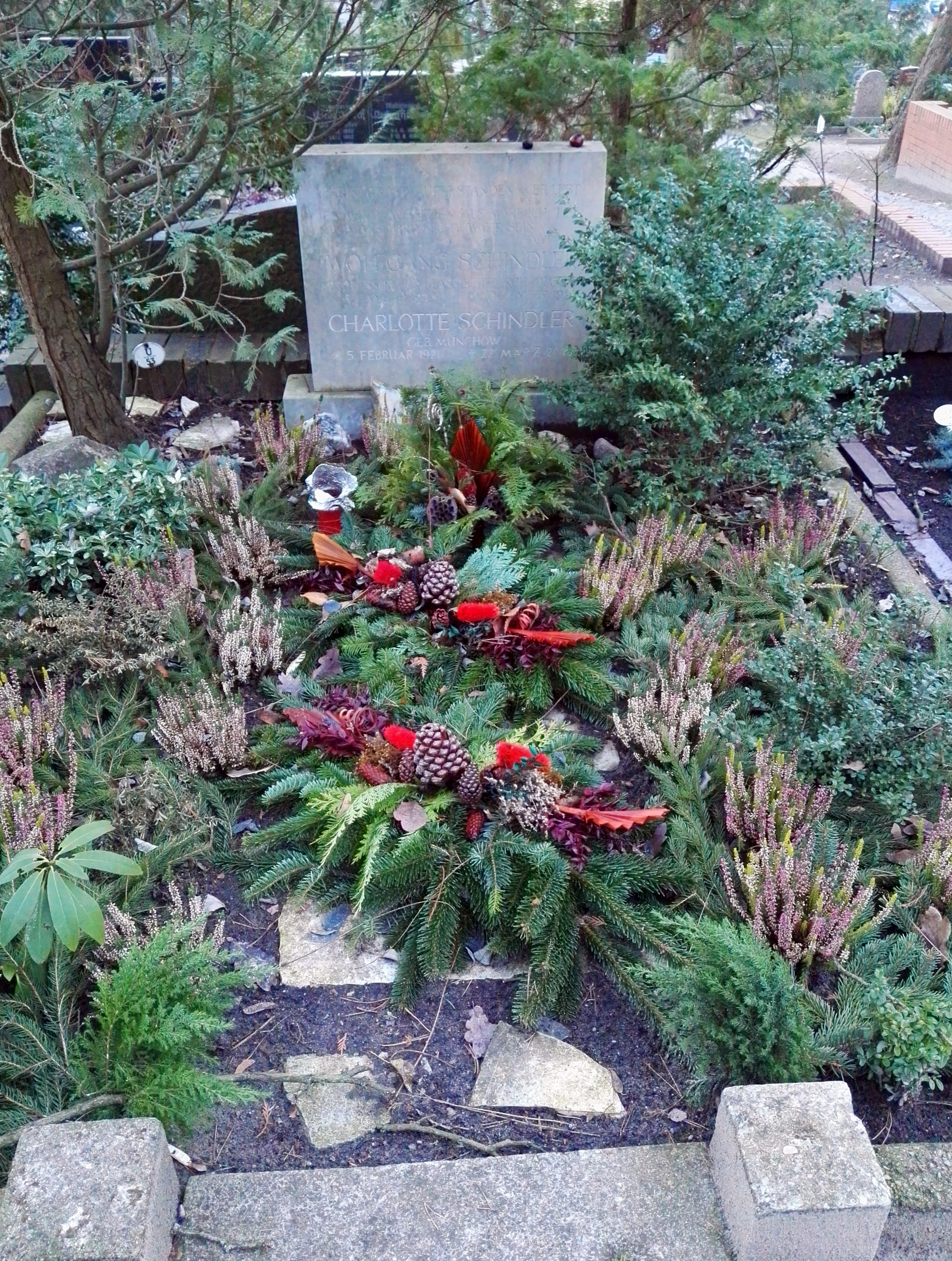
Grabstätte

Schindler legte 1948 sein Abitur ab und studierte anschließend bis 1951 Evangelische Theologie und Klassische Archäologie an der Universität Jena und von 1952 bis 1954 Archäologie an der Humboldt-Universität zu Berlin. Im Jahre 1954 bestand er das Staatsexamen und wurde zunächst wissenschaftlicher Assistent, später Oberassistent am Institut (später Wissenschaftsbereich) für klassische Archäologie der Humboldt-Universität. Im April 1964 promovierte er bei Ludger Alscher und Gerhard Strauß mit einer Arbeit zum Thema Die Kompositionsgesetze griechischer Vasenmaler aus der 1. Hälfte des 5. Jahrhunderts. Die Habilitation folgte im Oktober 1969 mit einer Erweiterung seiner Dissertation: Kompositionsgruppen in der Figurenmalerei des attisch-schwarzfigurigen Stils. Versuch einer Zuordnung künstlerischer und gesellschaftlicher Phänomene im Athen des 6. Jahrhunderts v.u.Z. Gutachter waren erneut Ludger Alscher und Peter H. Feist. Schindler wurde 1973 zum Dozenten für Archäologie ernannt. 
Seit 1981 leitete Schindler den Wissenschaftsbereich Klassische Archäologie an der Humboldt-Universität zu Berlin. Im Jahre 1983 wurde Schindler als Nachfolger Alschers ordentlicher Professor für Klassische Archäologie, was er bis zu seinem Tod 1991 blieb. Nachfolger Schindlers wurde – zunächst kommissarisch – sein Schüler Detlef Rößler. Für die Kulturhistorische Reihe des Verlages Koehler & Amelang steuerte sie zwei Bände bei.
Schindler ist auf dem Evangelischen Friedhof Rahnsdorf-Wilhelmshagen (Abteilung C) bestattet.

## Schriften
- mit Peter Musiolek: Klassisches Athen. Koehler und Amelang, Leipzig 1980.
- Römische Kaiser. Herrscherbild und Imperium. Koehler und Amelang, Leipzig 1985 (auch Böhlau, Wien, Köln, Graz 1986, ISBN 3-205-00563-5).
- Mythos und Wirklichkeit in der Antike. Edition Leipzig, Leipzig 1987, ISBN 3-361-00141-2 (auch Gebrüder Mann, Berlin 1988, ISBN 3-7861-1529-X).